# Hyvinkää Falcons 2012
Questa voce raccoglie le informazioni riguardanti gli Hyvinkää Falcons nelle competizioni ufficiali della stagione 2012.

## II-divisioona 2012

### Stagione regolare
| Lahti 19 maggio 2012, ore 12:30 1ª giornata | Lahti Panthers | 0 – 57 | Hyvinkää Falcons | Mukkulan keinonurmi |

| Hyvinkää 26 maggio 2012, ore 14:00 2ª giornata | Hyvinkää Falcons | 49 – 2 | Hämeenlinna Huskies | Perttulan kenttä |

| Hyvinkää 16 giugno 2012, ore 14:00 4ª giornata | Hyvinkää Falcons | 62 – 6 | Mikkeli Bouncers | Perttulan kenttä |

| Lappeenranta 1º luglio 2012, ore 15:00 5ª giornata | Lappeenranta Rajaritarit | 0 – 51 | Hyvinkää Falcons | Lauritsalan kenttä |

| Hämeenlinna 7 luglio 2012, ore 15:00 6ª giornata | Hämeenlinna Huskies | 0 – 47 | Hyvinkää Falcons | Pullerin kenttä |

| Hyvinkää 21 luglio 2012, ore 14:00 7ª giornata | Hyvinkää Falcons | 56 – 0 | Lappeenranta Rajaritarit | Perttulan kenttä |

| Hyvinkää 4 agosto 2012, ore 14:00 Anticipo 9ª giornata | Hyvinkää Falcons | 76 – 0 | Lahti Panthers | Perttulan kenttä |

| Mikkeli 18 agosto 2012, ore 13:00 10ª giornata | Mikkeli Bouncers | 6 – 15 | Hyvinkää Falcons | Urpolan tekonurmi |

### Playoff
| Hyvinkää 9 settembre 2012, ore 14:00 Semifinale | Hyvinkää Falcons | 39 – 7 | Vaasa Vikings | Perttulan kenttä |

| Hyvinkää 15 settembre 2012, ore 14:00 Rautamalja | Hyvinkää Falcons | 31 – 17 | Tampere Saints | Perttulan kenttä |

## Statistiche di squadra
| Competizione      | %Vittorie | In casa | In casa | In casa | In casa | In casa | In casa | In trasferta | In trasferta | In trasferta | In trasferta | In trasferta | In trasferta | Totale | Totale | Totale | Totale | Totale | Totale |
| Competizione      | %Vittorie | G       | V       | N       | P       | Pf      | Ps      | G            | V            | N            | P            | Pf           | Ps           | G      | V      | N      | P      | Pf     | Ps     |
| ----------------- | --------- | ------- | ------- | ------- | ------- | ------- | ------- | ------------ | ------------ | ------------ | ------------ | ------------ | ------------ | ------ | ------ | ------ | ------ | ------ | ------ |
| Stagione regolare | 1.000     | 4       | 4       | 0       | 0       | 243     | 8       | 4            | 4            | 0            | 0            | 170          | 6            | 8      | 8      | 0      | 0      | 413    | 14     |
| Playoff           | 1.000     | 2       | 2       | 0       | 0       | 70      | 24      | 0            | 0            | 0            | 0            | 0            | 0            | 2      | 2      | 0      | 0      | 70     | 24     |
| Totale            | 1.000     | 6       | 6       | 0       | 0       | 313     | 32      | 4            | 4            | 0            | 0            | 170          | 6            | 10     | 10     | 0      | 0      | 483    | 38     |